# Eesti Muusikaauhinnad
Gli Eesti Muusikaauhinnad (in sigla EMA) sono dei premi musicali che si tengono annualmente in Estonia, organizzati in collaborazione con la Eesti Fonogrammitootjate Ühing, l'industria musicale estone, a partire dal 1998.

## Categorie

### Categorie principali
- Album dell'anno
- Artista dell'anno
- Canzone dell'anno
- Gruppo dell'anno
- Video musicale dell'anno

### Categorie di genere
- Album d'esordio dell'anno
- Album alternativo/indie dell'anno
- Album classico dell'anno
- Album di musica d'autore dell'anno
- Album elettronico dell'anno
- Album etno/folk/tradizionale dell'anno
- Album jazz dell'anno
- Album metal dell'anno
- Album rock dell'anno
- Artista femminile dell'anno
- Artista maschile dell'anno
- Artista hip hop/R&B dell'anno
- Artista pop dell'anno

### Categorie speciali
- Contributo alla musica estone

## Primati
| Artista                   | Vittorie | Note  |
| ------------------------- | -------- | ----- |
| Nublu                     | 16       | [ 2 ] |
| Ewert and the Two Dragons | 9        | [ 2 ] |
| Tanel Padar & the Sun     | 9        | [ 2 ] |
| Trad.Attack!              | 9        | [ 2 ] |
| Chalice                   | 8        | [ 2 ] |
| Noëp                      | 8        | [ 2 ] |
| Riho Sibul                | 8        | [ 2 ] |
| Lenna                     | 7        | [ 2 ] |
| Hedvig Hanson             | 6        | [ 2 ] |
| Ines                      | 6        | [ 2 ] |
| Karl-Erik Taukar          | 6        | [ 2 ] |
| Metsatöll                 | 6        | [ 2 ] |
| Vaiko Eplik               | 6        | [ 2 ] |
| 2 Quick Start             | 5        | [ 2 ] |
| 5miinust                  | 5        | [ 2 ] |
| Alika Milova              | 5        | [ 2 ] |
| Erkki-Sven Tüür           | 5        | [ 2 ] |
| Kerli                     | 5        | [ 2 ] |
| Liisi Koikson             | 5        | [ 2 ] |